# Regard de la Lanterne
Le regard de la Lanterne est un regard, c'est-à-dire un ouvrage permettant l'accès à une canalisation, situé dans le 19e arrondissement de Paris, en France. Il était l'un des nombreux regards qui jalonnaient le réseau des eaux de Belleville.

## Description
Le regard prend la forme d'un petit bâtiment en pierre, de forme cylindrique, couvert par une coupole. Il est surmonté par un lanternon, lui-même en pierre.
À l'intérieur, on descend à un bassin où arrivent les eaux drainées au sommet de la colline de Belleville par un double escalier.

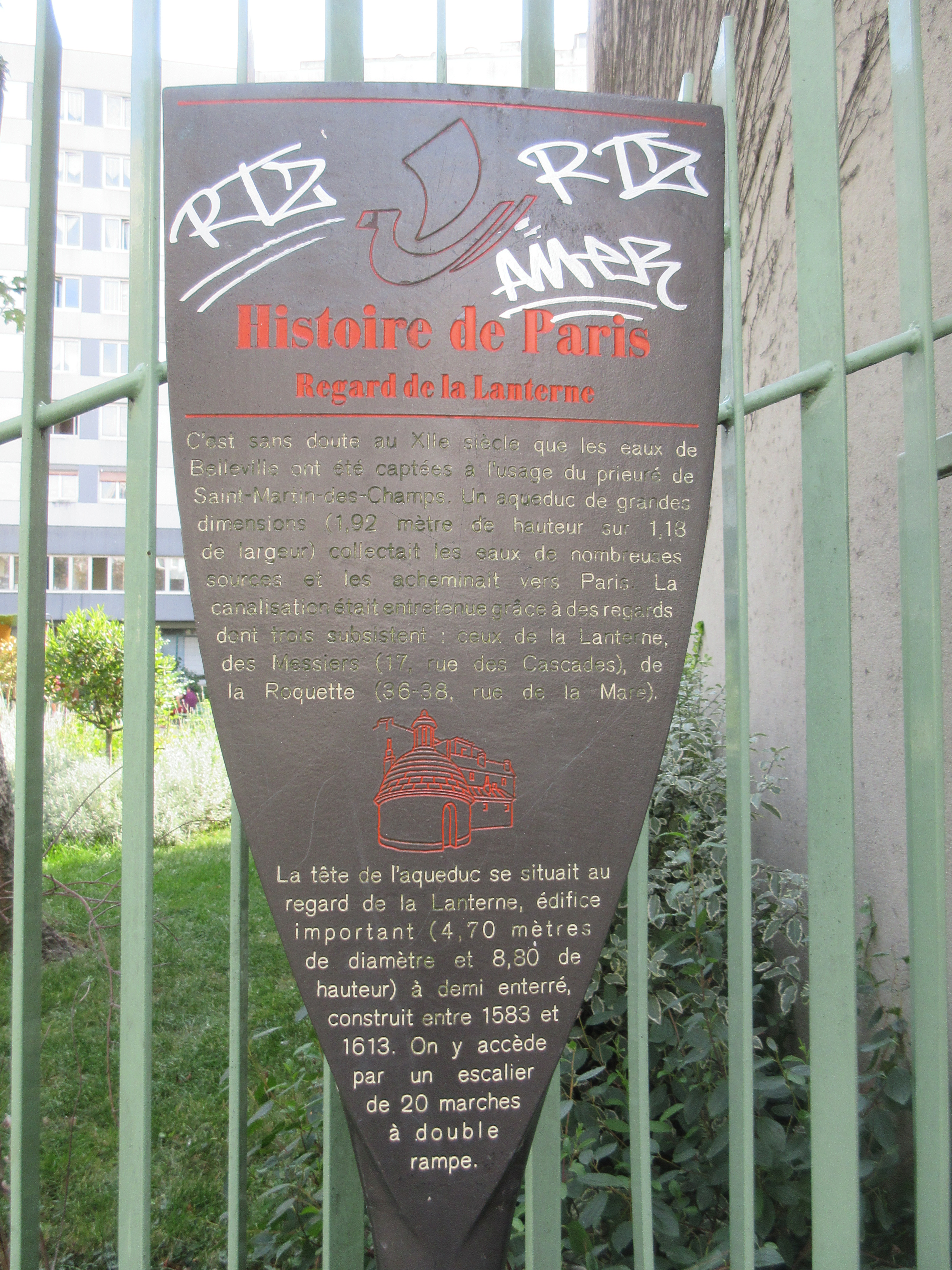
Panneau Histoire de Paris « Regard de la Lanterne »
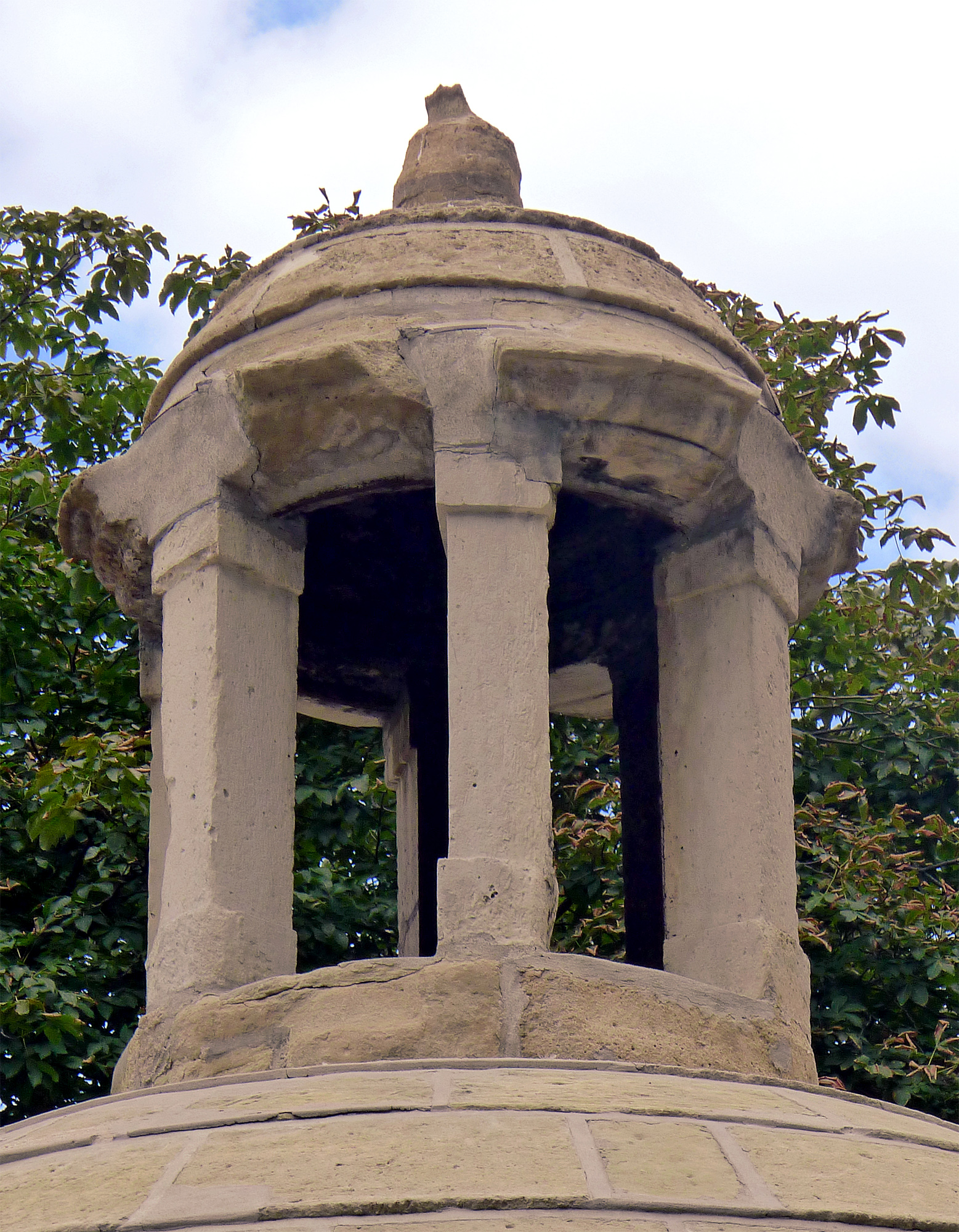
Détail du lanternon.
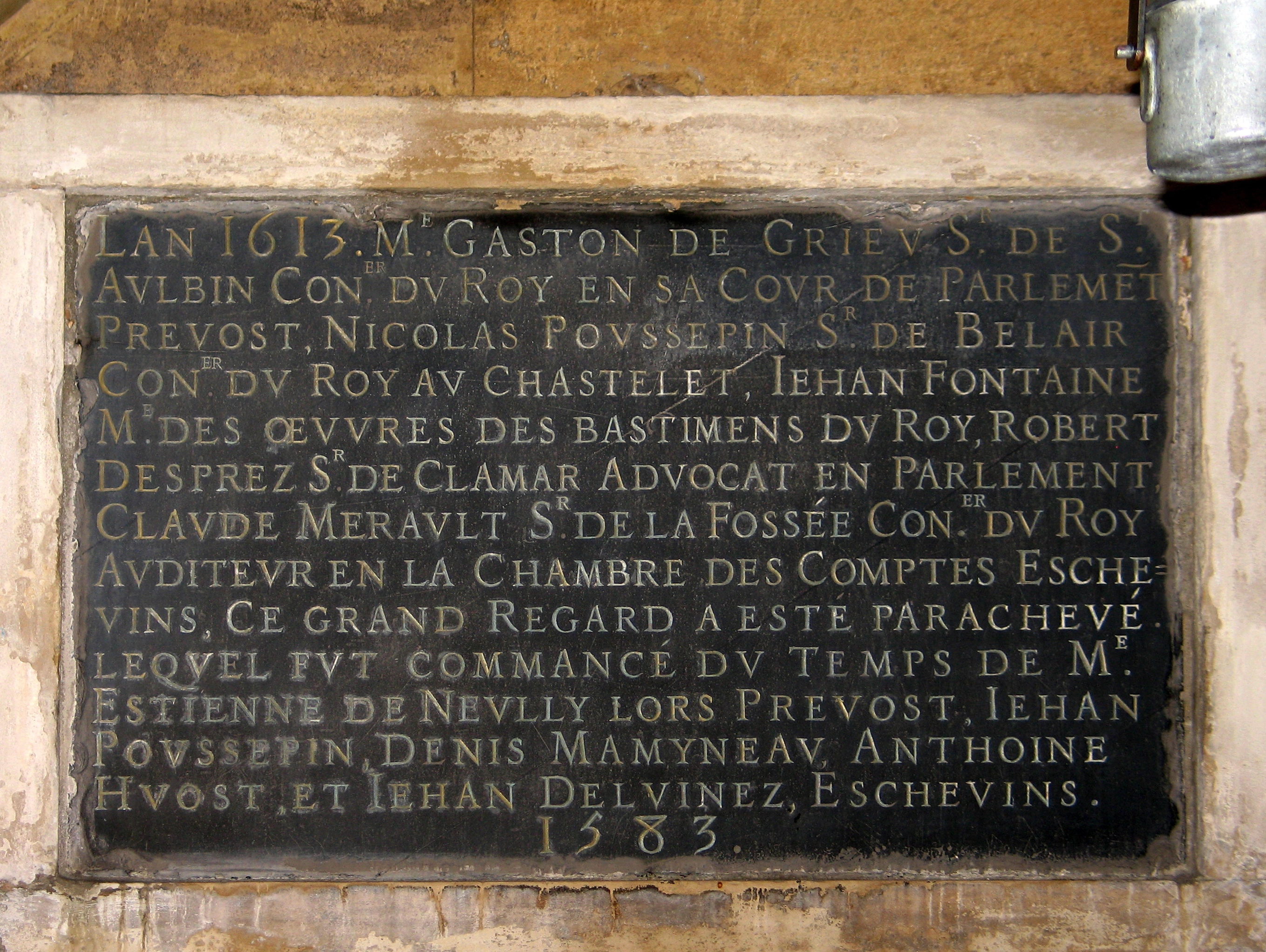
Plaque commémorative du regard.
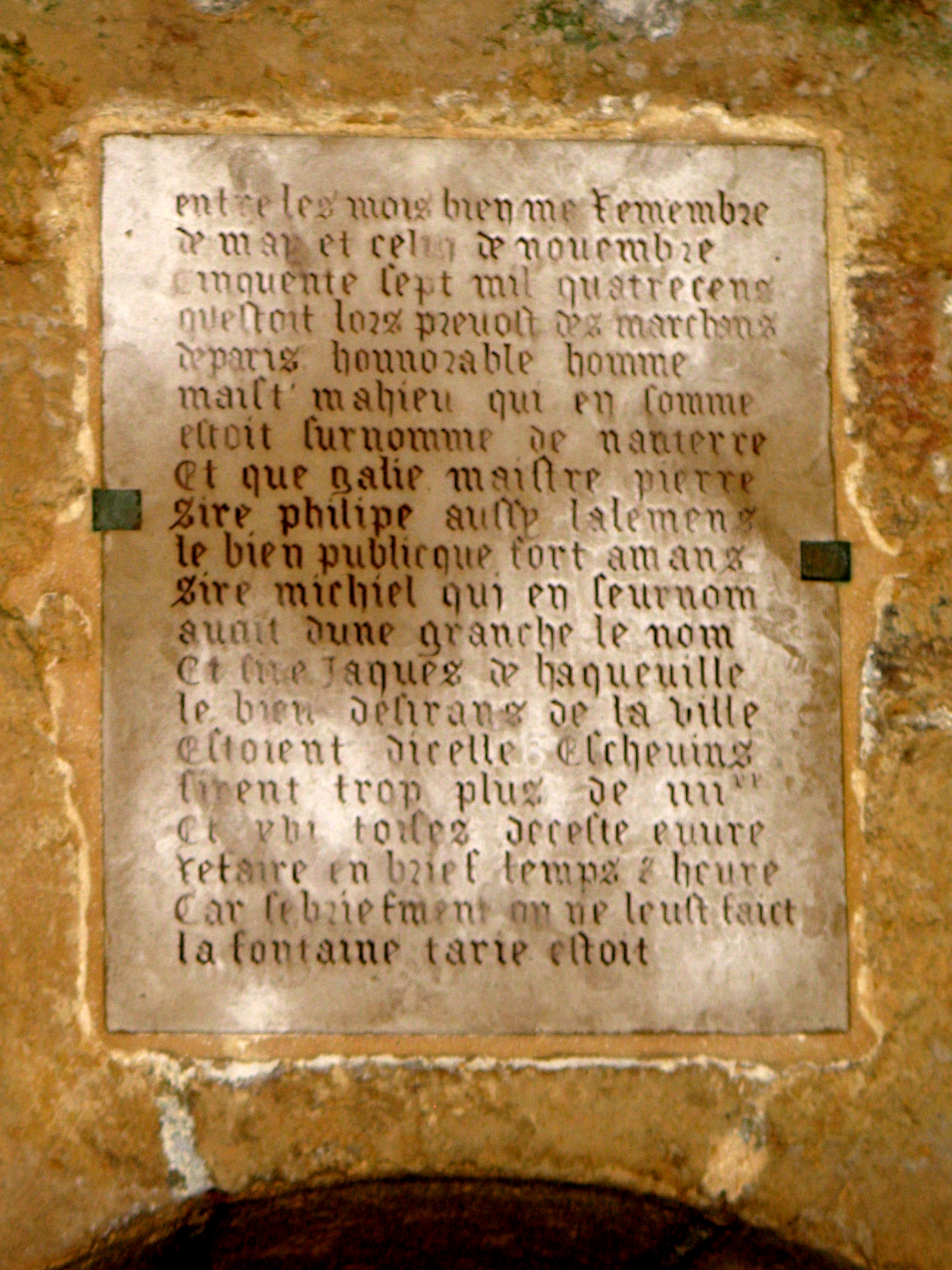
Texte rappelant la restauration de l’aqueduc en 1457.

## Situation et accès
Le regard est accessible par le 3, rue Augustin-Thierry, au croisement de la rue Compans, à hauteur du 213, rue de Belleville, dans le 19e arrondissement de Paris. Il est situé dans le jardin du Regard-de-la-Lanterne, auquel il donne son nom.
Ce site est desservi par les lignes 7 bis et 11 à la station Place des Fêtes et par la ligne 11 à la station Télégraphe.

## Historique
Le regard est construit entre 1583 et 1613, pour servir de regard principal à l'ancien grand aqueduc de Belleville, qui amenait une partie des eaux de la colline de Belleville vers certains bâtiments parisiens de la rive droite.
Le regard est classé monument historique le 4 novembre 1899, classement remplacé par un classement le 26 février 2006 englobant tous les ouvrages liés aux eaux de Belleville,.

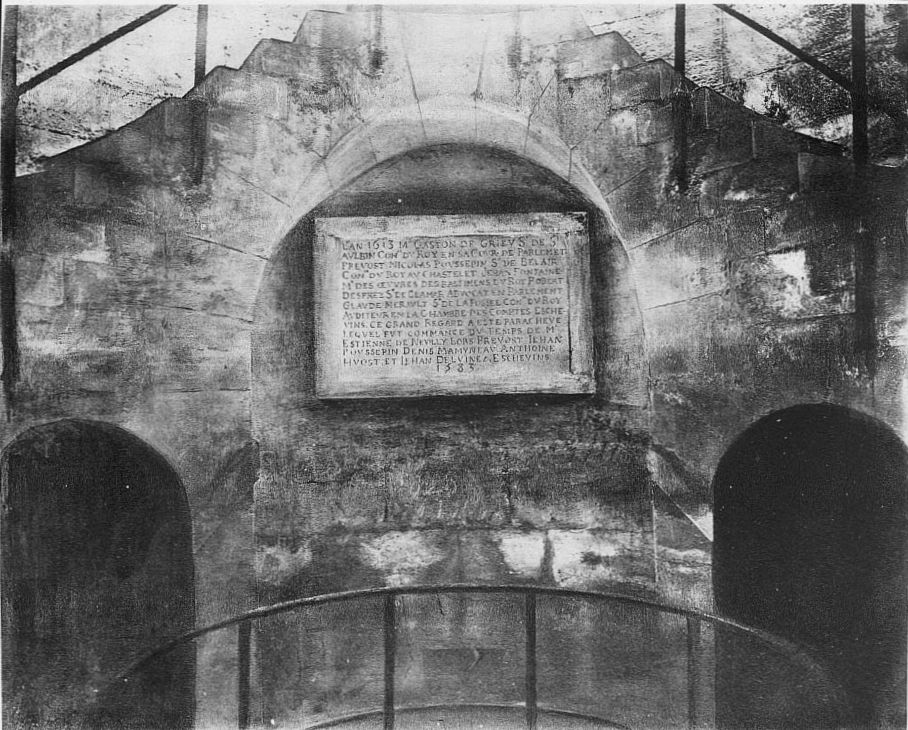
L'intérieur du regard en 1898.
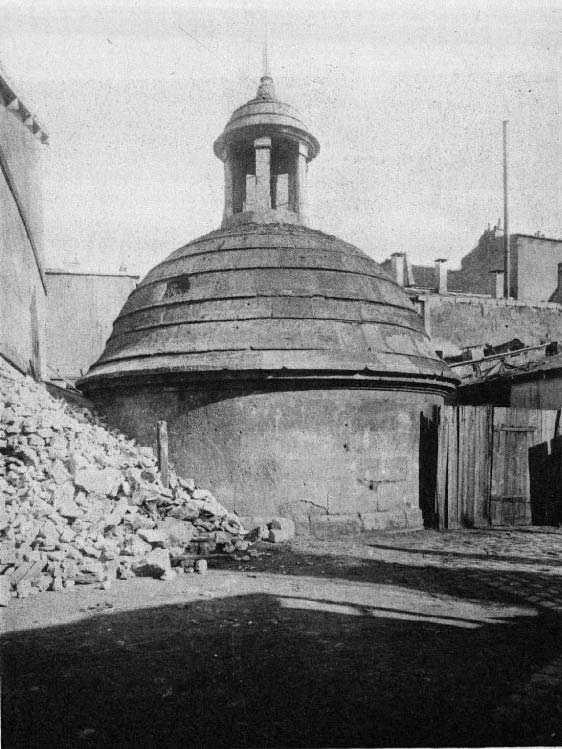
Le regard de la Lanterne en 1899.